# We Bare Bears
We Bare Bears (Escandalosos en Hispanoamérica y Somos osos en España) es una serie animada estadounidense creada por Daniel Chong para Cartoon Network. La serie trata sobre tres osos hermanos, Pardo (Eric Edelstein), Panda (Bobby Moynihan) y Polar (Demetri Martin), y sus intentos de integrarse en la sociedad del Área de la Bahía de San Francisco.
El episodio piloto se estrenó en el Festival KLIK! de Animación de Ámsterdam, donde ganó en la categoría «Audiencia Juvenil de Ámsterdam». Se estrenó el 27 de julio de 2015, y es la segunda serie de Cartoon Network basada en un cómic (siendo Generador Rex la primera).
El 12 de agosto de 2015, la serie fue renovada para una segunda temporada.
La serie se renovó para una tercera temporada en octubre de 2016, que se estrenó el 3 de abril de 2017. El 8 de marzo de 2018, la serie fue renovada para una cuarta temporada, que se estrenó el 30 de julio de 2018.
El 27 de mayo de 2019, se estrenó el último capítulo de la cuarta y última temporada, siendo el último episodio de la serie. Sin embargo, el 30 de mayo de 2019, Cartoon Network anunció una película basada en la serie, We Bare Bears: The Movie, estrenada el 30 de junio de 2020, que fue la que sirvió como el verdadero y oficial final de la serie.
En enero de 2022 se lanzó un spin-off llamado We Baby Bears, centrado en los tres osos cuando eran oseznos.

## Trama
Los protagonistas son tres osos hermanos: Grizzly (Pardo en español), Panda y Ice Bear (Polar en español), y sus aventuras tratando de adaptarse a la sociedad humana. Sin embargo, pese a las dificultades, pronto se dan cuenta de que se tienen los unos a los otros para apoyarse. En algunos episodios se muestran sus vidas de oseznos, incluyendo cómo se conocieron.

## Producción
La serie fue creada por Daniel Chong, un caricaturista y animador que previamente trabajó como artista de guion gráfico para Pixar e Illumination Entertainment. Está basada en su webcómic The Three Bare Bears, que fue publicado entre 2010 a 2011. La serie es una producción Nelvana de Cartoon Network Studios, quien desarrolló el programa con Chong como parte de su programa de desarrollo de cortometrajes. Fue anunciada durante el upfront del 2014 de la cadena. En total, se produjeron y estrenaron 4 temporadas de Escandalosos. La producción de la serie empezó en noviembre del 2014 y finalizó en septiembre del 2018.

## Personajes
| Pardo (Grizz) |
| Pardo (Grizz) |

| Panda |
| Panda |

| Polar (Ice Bear) |
| Polar (Ice Bear) |

| Chloe Park |
| Chloe Park |

| Nom Nom |
| Nom Nom |

| Charlie |
| Charlie |

### Principales
- Pardo (Grizz en inglés): es un oso pardo y el mayor de los hermanos. Es amante de la diversión, y debido a sus dotes naturales de líder, tiende a arrastrar a sus hermanos a diversas travesuras y planes disparatados. Es muy sociable pero algo inepto en ese sentido. A pesar de esto, constantemente quiere conocer a nuevas personas, intentando hacerse amigo de cualquiera que se le cruce. Le fascinan los videojuegos, ver televisión, y comer comida chatarra. También le gustan los vídeos de internet, lo que le hace sentir una gran fascinación por Nom Nom, de quien desea ser su amigo a toda costa. Según el episodio Baby Grizz's Sitcom, se le ve un poco de su infancia, nacida entre multitud y fama.
- Panda: es un panda gigante. Es cariñoso y experto en tecnología; usa ambas habilidades para encontrar pareja en un sitio de citas. Tiene menos confianza en sí mismo que el resto de sus hermanos. Es vegetariano, es alérgico al maní y/o nueces y se avergüenza con facilidad. En algunos episodios, intentó hacer que Lucy se enamorara de él, sin éxito alguno, al igual que otras mujeres que se sintieron atraídas hacia él por múltiples motivos. En el episodio «Panda 2» se revela que Panda nació en China. Es fanático del anime, considerandose a sí mismo como otaku.
- Polar (Ice Bear en inglés): es un oso polar, el menor de los tres hermanos. Es muy callado, y se suele referir a sí mismo en tercera persona. Es un chef, bailarín de salsa y experto en artes marciales. Es el más tranquilo del grupo, manteniendo una actitud calmada incluso en las situaciones más extrañas y vergonzosas. Su mejor amiga es Chloe, con quien comparte muchos gustos y realiza diversas actividades. En otro episodio se afirma que el nació en Siberia, donde fue educado por un anciano ermitaño ruso llamado Yuri. El sabe hablar francés, japonés, coreano, ruso, entre otros idiomas. Es muy inteligente.

### Secundarios
- Chloe Park (클로이 박): es una chica prodigio de diez años, de ascendencia coreana, que se saltó varios cursos e ingresó a la Universidad de California sin pasar por el instituto (como confirma en «Charlie's Halloween Thing»). Aunque no se determina qué es lo que estudia, se sabe que es una carrera de ciencias relacionada con la biología, la química y la física. Más adelante, se descubre que al igual que a los osos le cuesta socializar, pero ellos le ayudan a hacer amigos en la universidad. Su vestimenta es una sudadera color índigo, unos pantalones beige, y unos lentes y zapatos rojos. Siente un enorme aprecio hacia Polar, con quien comparte numerosas aventuras y anécdotas.
- Nom Nom: es un koala estrella de Internet que, a pesar de ser famoso por sus videos tiernos, tiene mal carácter y un alto ego, lo que lo lleva a ser el antagonista en determinados episodios de las primeras dos temporadas. No obstante, su relación con los osos es a menudo variable, y a partir de la tercera temporada se empieza a observar una notoria evolución en su carácter; así en el episodio «Anger Management», comienza a sentir cierta simpatía por Pardo, en tanto que descubre que el hecho de abrazarlo calma su ira y mejora su carácter. En el episodio «Kyle», revela más aún sus sentimientos, y se muestra deseoso de poder encontrar a su familia perdida. En el episodio «Vacation», confiesa que Pardo es su único amigo de verdad, y termina invitándolo a pasar unas vacaciones a su lado.
- Charlie: es un pie grande amigo de los osos pero apartado de la sociedad,intentando que los humanos no puedan llegar a verlo.Vive en el bosque y todos sus amigos son animales. Comparte múltiples aventuras con Panda y gustan las bolitas de queso.
- Ranger Tabes (Guardabosques Tabes en Latinoamérica): es una guardabosques. Vive en una cabaña ubicada en el parque donde viven los osos. Ella se muestra demasiado confiada, persistente e incluso francamente obsesiva con el deseo de ayudar a los osos. Su madre también era una guardabosques y la que la inspiró a convertirse en una. Una vez, sin que se diera cuenta, fue rescatada por Charlie, teniendo vagos recuerdos de ello.

### Terciarios
- Lucy: es una chica alegre y activa que trabaja vendiendo fruta y verdura en un mercadillo local. Panda está enamorado de ella desde que le salvó en una crisis por su alergia a los cacahuetes. En el episodio «Dance Lessons» muestra, además, ser una pésima bailarina.
- Clifford: es el hermano menor de Lucy. Odia que los osos intenten ser su amigo para acercarse a Lucy, por lo que llega a enfadarse con Panda, si bien luego se hacen buenos amigos. Es de salud frágil y tiene numerosas alergias, por lo que requiere estar bajo mucho cuidado.
- Andy Bangs: Se trata de un niño famoso de internet cuyos vídeos consisten principalmente en asustar a personas. Es de la altura de Chloe y, probablemente, ronde su edad. Es el rival de Nom Nom, con quien mantiene una constante batalla de popularidad en la red.
- Ralph: es un yeti[7][fuente cuestionable] de carácter hosco, maleducado y amante de las bromas pesadas. Charlie trata de entablar amistad con él al verse similar a Ralph, pero los osos le hacen ver que, en su interior, son muy diferentes. Ralph parece sentir un odio instintivo hacia los osos polares.
- Kyle: es un koala que simula ser un hermano perdido de Nom Nom para poder apropiarse de su fortuna. Incluso logra engañar a Nom Nom para que se deshaga de su guardaespaldas, y así tener vía libre para poder llevar a cabo su plan. Finalmente es arrestado.
- Farmer: al principio conocido como «guardaespaldas número 1», Farmer es el guardaespaldas principal de Nom Nom. Es de carácter reservado y de pocas palabras. Demuestra una gran lealtad a Nom Nom, a quien aprecia de un modo muy sincero, salvándolo de Kyle incluso tras haber sido despedido.
- Señor Park: es el padre de Chloe. Se muestra tremendamente protector con su única hija, llegando hasta el punto de recelar de ella pasando tiempo con los osos, aunque en el fondo sabe que Chloe está muy segura al cuidado de estos.
- Señora Park: es la madre de Chloe. Contrariamente a su marido, ella muestra pocos recelos hacia darle libertad a su hija para que pase tiempo con los osos.
- Tom: es un joven al que Panda conoce mediante una aplicación de móvil para encontrar amigos. Coincide con Panda en gustos y aficiones, llegando a ser muy cercanos en poco tiempo, pero finalmente su amistad se vuelve un tanto obsesiva. Finalmente se hace compañero de piso de Griff e Isaac, quienes parecen copias humanas de Pardo y Polar respectivamente.
- Ranger Martínez: es un viejo guardabosques, compañero de trabajo de Tabes.
- Kirk: es un cachorro de pastor alemán. Fue un regalo de Navidad de los osos a la Ranger Tabes, quienes a su vez lo consiguieron de manos de Nom Nom.
- Científico loco: es un científico obsesionado con los viajes temporales, y con el hecho de que el gobierno lo persigue por sus investigaciones. En el episodio «Summer Love», no obstante, revela su lado romántico y decide ayudar a Panda.
- Capitán Craboo (Capitán Cangry en Latinoamérica o Capitán Cangre en España): es el cangrejo mascota de los osos. Tiende a usar mucho sus pinzas, causando destrozos con ellas, ya que en el episodio «Emergency» había pellizcado a Polar en la oreja, por lo que lo odia desde entonces. El vuelve a aparecer en el episodio «Capitán Cangry» ya que Pardo y Polar lo encontraron en el baño. Luego los tres hermanos y Cangry se topan con Nom Nom, el cual Cangry lo pellizca y después van a juicio. Después de perder el juicio, los osos deciden escapar con Cangry a lo que Nom Nom los busca. Mientras tanto, Panda publica una foto que accidentalmente es identificada y empieza una persecución. Cuando todo pasa, los osos deciden liberar a Cangry y dejarlo escapar, a lo que Polar no lo soportó dejarlo. Luego se muestra a los tres osos recogiendo basura y Polar encuentra un papel en forma de los tres hecho por Cangry, y finalmente se muestra a Cangry en una isla.
- Miki-chan: es un personaje de anime del que Panda tiene una dakimakura, o almohada con su imagen impresa. Tiene el típico aspecto de una estudiante japonesa con uniforme de marinero, pelo violeta y ojos azules. Panda la considera su waifu (esposa ficticia) y a lo largo de la serie se puede observar como su almohada es una de sus posesiones más preciadas.
- Poppy Rangers (Rangers Amapola en España): son un grupo de exploradoras al cuidado de Tabes. Sus nombres son Díaz, Parker, Murphy, Nguyen y Wallace. Es un grupo de chicas amantes de la naturaleza y leales a su líder.
- Profesor Lampwick: es un profesor de química que imparte clases en la Universidad donde estudia Chloe. Es de carácter taimado, manipulador y algo sádico, encontrando placer en ver fracasar a los alumnos con menos autoestima, como Chloe, si bien al final reconoce los méritos de ésta.
- Darrell: es un muchacho algo ingenuo que trabaja en una tienda de alfombrillas para ratones. Conoce a los osos en un anuncio donde Pardo y Panda buscaban a un hermano para sustituir a Polar y darle celos. Finalmente se sacrifica haciéndose arrestar con tal de lograr que los tres hermanos se reconcilien.
- Yuri: es un viejo ermitaño ruso que crio a Polar cuando éste era sólo un cachorro. Se revela que en el pasado tuvo una esposa e hija, descubriéndose más adelante que la hija no es otra que la amiga de Polar, Yana. Polar parece haber tomado muchos rasgos de la personalidad de Yuri, como su estoicidad o la costumbre de hablar en tercera persona. Finalmente Yuri debe separarse de Polar para poder protegerlo de los cazadores que le seguían.
- Yana: es una joven rusa que trabaja en un cibercafé. Conoce a Polar por las vivencias y aventuras que tuvieron en el pasado (y de las que Pardo y Panda no son conscientes) y parece sentir algo de afecto, muy posiblemente correspondido, hacia Polar. Al final de «Icy Nights II» se revela que es hija de Yuri.
- Barry: es un joven programador y genio de la informática que quiso comprar a «Roomba», la aspiradora de Polar, al encapricharse de ésta tras ver cómo Polar la había customizado. Ante la negativa de Polar, decide robarla, lo que le convierte en el principal enemigo de Polar, quien ha jurado encontrarle.
- Roomba: es una aspiradora adaptada por Polar para hacer tareas impropias de una aspiradora, como servir de medio de transporte, luchar o incluso volar.
- Crowbar Jones y Pando: son personajes ficticios que Pardo creó para sus películas. Crowbar Jones es un agente encubrimiento que combate al crimen de Osopolis (ciudad ficticia de Pardo) mientras que Pando es un torpe ayudante que se obsesiona por su celular.

## Episodios
| Temporada | Temporada | Episodios | Episodios | Emisión original       | Emisión original        |
| Temporada | Temporada | Episodios | Episodios | Primera emisión        | Última emisión          |
| --------- | --------- | --------- | --------- | ---------------------- | ----------------------- |
|           | Piloto    | Piloto    | Piloto    | 6 de noviembre de 2014 | 6 de noviembre de 2014  |
|           | 1         | 26        | 26        | 27 de julio de 2015    | 11 de febrero de 2016   |
|           | 2         | 52        | 52        | 25 de febrero de 2016  | 13 de octubre de 2017   |
|           | 3         | 36        | 36        | 20 de octubre de 2017  | 5 de noviembre de 2018  |
|           | 4         | 26        | 26        | 19 de octubre de 2018  | 27 de mayo de 2019      |
|           | Cortos    | 5         | 3         | 6 de junio de 2016     | 12 de diciembre de 2019 |
|           | Cortos    | 5         | 3         | 30 de junio de 2016    | 18 de julio de 2020     |
|           | Cortos    | 5         | 1         | 27 de abril de 2017    | 1 de mayo de 2020       |
|           | Otros     | 1         | 1         | 30 de junio de 2016    | 15 de julio de 2020     |

## Emisión y recepción
El episodio piloto hizo su estreno mundial en el KLIK! Festival de Animación de Ámsterdam. Fue proyectado junto con el estreno holandés de Clarence, los episodios de Steven Universe «Mirror Gem» y «Ocean Gem». El piloto, descrito por el EYE Film Institute de los Países Bajos como «divertido y entrañable», ganó en la categoría «Audiencia Joven de Ámsterdam». La serie ha recibido críticas positivas.

### Internacional
La serie fue estrenada en Cartoon Network el 27 de julio de 2015 en Estados Unidos y Canadá, el 24 de agosto de 2015 en Latinoamérica y Brasil, el 7 de septiembre de 2015 en el Reino Unido e Irlanda, el 14 de noviembre de 2015 en Alemania por Disney Channel, y el 16 de noviembre de 2015 en Australia y Nueva Zelanda. También ha sido emitida por Boing en España y por Cartoon Network en Portugal.

### Otros medios
Penguin Books anunció en 2014 que comenzará a publicar libros basados en varios programas de Cartoon Network, incluyendo We Bare Bears.

## Premios y nominaciones
| Año  | Premio(s)          | Categoría                                                                                      | Nominación                                                                   | Resultado |
| ---- | ------------------ | ---------------------------------------------------------------------------------------------- | ---------------------------------------------------------------------------- | --------- |
| 2016 | Premios Annie 2016 | Logro sobresaliente, mejor storyboard en una producción animada para televisión/radiodifusión. | Madeline Sharafian, Manny Hernández, y Bert Youn (por el episodio "Burrito") | Nominada  |
| 2016 | BAFTA              | Internacional                                                                                  | Mejor serie de animación                                                     | Ganador   |